# Goranovți, Veliko Tărnovo
Goranovți (în bulgară Горановци) este un sat în comuna Veliko Tărnovo, regiunea Veliko Tărnovo,  Bulgaria. 

## Demografie
Componența etnică a satului Goranovți
     Nicio identificare (100%)
     Altele (0%)
La recensământul din 2011, populația satului Goranovți era de 1 locuitori. . Pentru 100,0% din locuitori nu este cunoscută apartenența etnică.